# Оберембрах
Оберембрах (нім. Oberembrach) — громада  в Швейцарії в кантоні Цюрих, округ Бюлах.

## Географія
Громада розташована на відстані близько 110 км на північний схід від Берна, 14 км на північний схід від Цюриха.
Оберембрах має площу 10,3 км², з яких на 6,9% дозволяється будівництво (житлове та будівництво доріг), 58,5% використовуються в сільськогосподарських цілях, 34,3% зайнято лісами, 0,3% не є продуктивними (річки, льодовики або гори).

## Демографія
2019 року в громаді мешкало 1121 особа (+15,2% порівняно з 2010 роком), іноземців було 14,2%. Густота населення становила 109 осіб/км².
За віковим діапазоном населення розподілялося таким чином: 18,9% — особи молодші 20 років, 62,1% — особи у віці 20—64 років, 19% — особи у віці 65 років та старші. Було 484 помешкань (у середньому 2,2 особи в помешканні).
Із загальної кількості 226 працюючих 76 було зайнятих в первинному секторі, 31 — в обробній промисловості, 119 — в галузі послуг.